# دراسة البلورات بالأشعة السينية

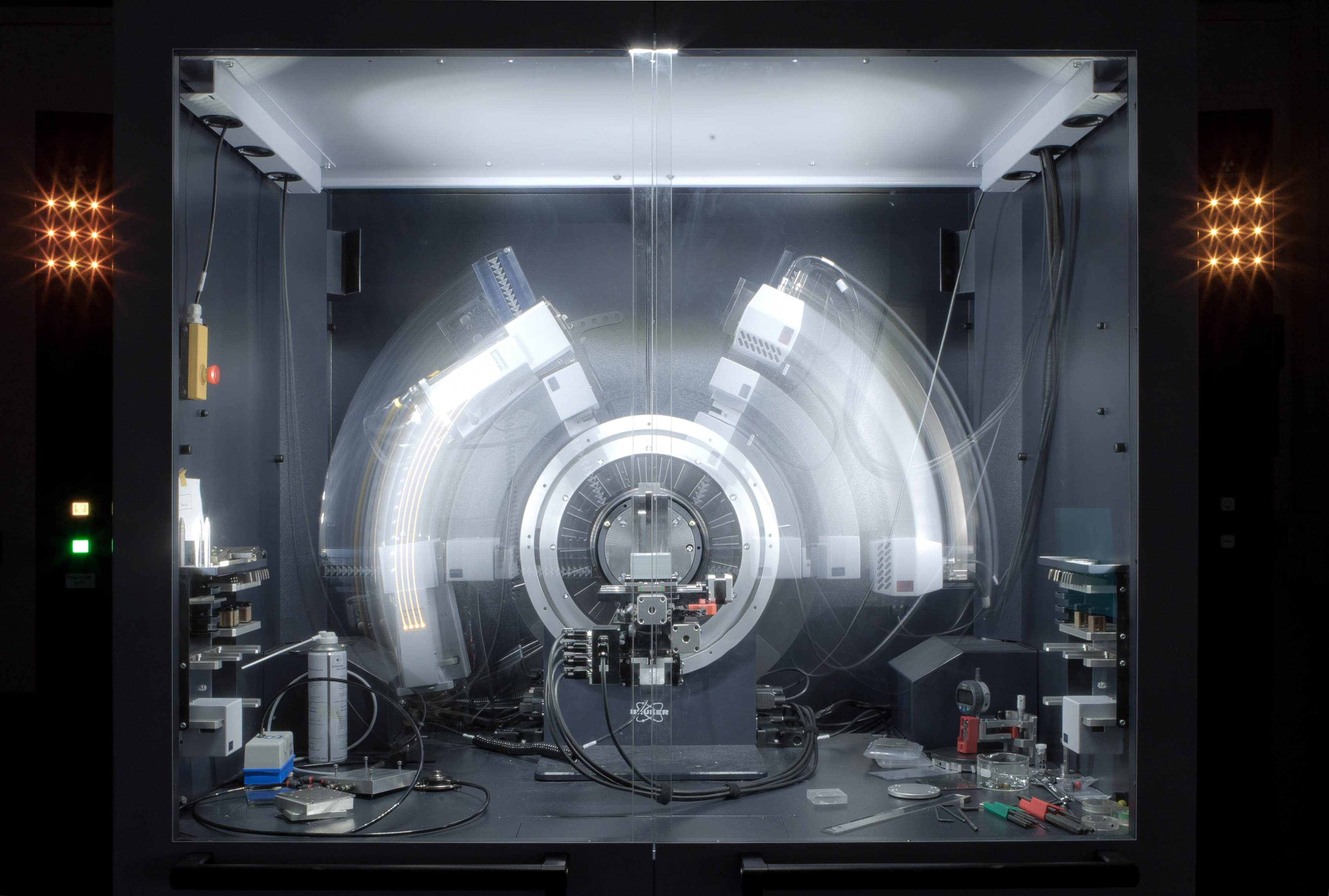

دراسة البلورات بالأشعة السينية هي أسلوب لمعرفة ترتيب الذرات داخل البلورات، حيث تضرب أشعة سينية البلورة فتحيد نحو عدّة اتجاهات معيّنة. وينتج دارس البلورات - بناء على زوايا وشدة تلك الأشعة المنحرفة - صورة ثلاثية الأبعاد لكثافة الإلكترونات داخل البلورة. وبناء على تلك الكثافة الإلكترونية، تُعرَف المواقع متوسط حسابي للذرات داخل البلورة، إضافة إلى روابطها الكيميائية واعتلاجها ومعلومات أخرى.
ولأنّ العديد من المواد تتبلور - مثل الأملاح والفلزات والمعادن وأشباه الموصلات والعديد من الجزيئات الحيوية والعضوية واللاعضوية - لعبت دراسة البلورات بالأشعة السينية دوراً أساسياً في تطوير مجالات علمية عدّة. في أوّل عقود انتشارها، حدّد هذا الأسلوب حجم الذرات، وأنواع الروابط الكيميائية وطولها، والفوارق بين مواد عديدة على المستوى الذري - خصوصاً المعادن والسبائك.
كما كشفت هذه التقنية عنْ الهياكل الداخلية والأدوار التي تلعبها العديد من الجزيئات الحيوية، بما في ذلك الفيتامينات والأدوية والبروتينات والأحماض النووية كالدنا. ولا يزال الأسلوب الرئيس لتوصيف التركيبة الذرية للمواد الجديدة وتصنيف المواد التي تبدو متشابهة في تجارب أخرى. البنية البلورية يمكنها أن توضّح السبب وراء خواص إلكترونية أو مرونية غريبة لمادة ما، وتلقي الضوء على التآثرات والعمليات الكيميائية، وتشكّل الأساس لتصميم الأدوية.
في قياس حيود الأشعة السينية، توضع حبات الكريستال على مقياس الزوايا ويتم تدويرها مع تسليط الأشعة السينية عليها، مما ينتج عنه نمط حيود عشوائي مكون من نقاط متباعدة تسمى بالانعكاسات . يتم أخذ صور من جميع الزوايا لصور ثنائية الأبعاد لكي يتم تحويلها إلى صور ثلاثية الأبعاد تمثل كثافة الإلكترونات داخل الكريستال ويتم حسابها عن طريق متسلسلة فورييه، جنبا إلى جنب مع البيانات الكيميائية المعروفة للعينة. تنتج دقة ضعيفة( صورة غير واضحة) و أخطاء صغيرة إذا كان حجم البلورات صغيرا جدا أو كان شكلها غير متناسقا.
ترتبط دراسة البلورات بالأشعة السينية بعدة طرق أخرى لتحديد الوزن الجزيئي. عدة أنماط حيود أخرى يمكن إنتاجها عن طريف نثر الإلكترونات أو النيوترونات والتي أيضا يتم تحليلها عن طريق متسلسلة فوريير. إذا كان الحصول على كريستال بالحجم المناسب صعبا، يمكن استخدام طرق أخرى بالأشعة السينية للحصول على معلومات ولكن بتفاصيل أقل. بعض من هذه الطرق : الحيود بالألياف، الحيود باستخدام البودرة وقياس حيود الأشعة السينية ولكن بزاوية أقل. إذا كانت العينة المتوفرة صغيرة جدا (بحجم النانو) , أو من الصعب الحصول على هذه العينة على شكل كريستال، يمكن استخدام طريقة قياس الحيود عن طريق الإلكترونات بدلا من الأشعة السينية للحصول على الوزن الجزيئي للعينة.

## التاريخ
كان هناك اهتمام كبير بالكريستالات وذلك لانتظام شكلها، ولكن لم تتم دراستها بشكل علمي حتى القرن السابع عشر، افترض يوهان كيبلير في عمله أن التماثل السداسي لبلورات الثلج كان سببه الترتيب المنتظم لذرات الماء كروية الشكل .
تم اكتشاف الأشعة السينية عن طريق العالم ويلهيلم كونراد روتينجين في عام 1895 في نفس الوقت الذي كانت تختتم فيه الدراسات على الكريستالات، كان الفيزيائيون غير متأكدين من طبيعة الأشعة السينية بالرغم انه تم الاكتشاف انها مكونة من موجات أشعة كهرومغناطيسية .

## البنية البلورية
من المعروف أن لخواص الأجسام الصلبة المتبلورة، الفيزيائية والكيمياوية، علاقة وثيقة بترتيب الذرات في البلورة، التي يمكن تخيل بنيتها على شكل شبكة فراغية منتظمة تتوضع في كل عقدة من عقدها ذرة أو مجموعة ذرات بترتيب معين. ويمكن أن تُعد البلورة تكراراً دورياً في كل الاتجاهات لأصغر حجم منها يحوي كل خواصها يدعى الخلية الأولية، ويكفي تعيين شكلها وأبعادها والذرات المؤلفِّة لها لكي توصف البلورة كلها. ولعل أهم ما تتصف به البلورات هو خواصها التناظرية الانسحابية والدورانية.
وقد ينظر إلى البلورة على أنها مجموعات مختلفة من المستويات الذرية المتوازية في أي بلورة. ويعمد عادة إلى الإشارة إلى مجموعة متوازية منها بثلاثة أرقام تدعى قرائن ميلر، تكتب بين هلالين كبيرين. وتختلف المسافة البينية الفاصلة بين مستويين متتالين في مجموعة مستويات متوازية من مجموعة إلى أخرى، وتتناقص قيمتها كلما ازدادت قيم قرائن ملر المعبرة عن مجموعة المستويات.

## البلورات الجزيئية الحيوية
تم البدأ بتحليل التركيبات البلورية الحيوية في آخر الخمسينات، بدأً ً بتحليل المايوجلوبين الخاص بحوت العنبر عن طريق ال«سير جوون كودري كيندرو» والتي حصل بسببها على جائزة نوبل مشتركا مع ماكس بيروتز في عام 1962 . منذ ذلك النجاح، تم اكتشاف 86817 تركيبة عن طريق الأشعة السينية لبروتينات وأحماض نووية وجزيئات حيوية أخرى. على سبيل المقارنة، أقرب طريقة منافسة في عدد التركيبات المكتشفة هي الرنين المغناطيسي النووي NMR والتي تم اكتشاف 9561 تركيبة كيميائية من خلالها. إضافة إلى ذلك، يمكن للبلورة ان تساعد في تحليل تركيبة الجزيئات كبيرة الحجم بينما المحلول المستخدم في الرنين المغناطيسي النووي NMR يقتصر فقط على الجزيئات صغيرة الحجم. تستخدم دراسة البلورات بالأشعة السينية لمعرفة طريقة تفاعل الدواء مع البروتين المستهدف، ولدراسة التغيرات التي يحدثها الدواء. لا يزال تشكيل بروتينات الأغشية الداخلية على شكل بلورات تحديا لأنها تحتاج إلى طرق خاصة لإذابتها في محاليل منفردة، ولكن هذه الطرق تؤثر على البلورة غالبا.

## بلورة البروتينات
هي عملية تحويل البروتينات إلى بلورات. بالرغم من أن بعض بروتينات تم اكتشافها في الطبيعة على هيئة بلورات، إلا أن الهدف من بلورة البروتينات غالبا ما يكون علميا، أو لأغراض صناعية، ولكن الهدف الأهم لبلورة البروتينات هو دراسة البلورات بالأشعة السينية. كالعديد من الجزيئات الحيوية، يمكن تحويل البروتينات إلى بلورات عن طريق إشباع المحلول الذي يحتوي على هذه البروتينات. يقوم مبدأ بلورة البروتينات على ظاهرة التخلص الملح salting out , هذه الطاهرة تقوم على تقليل ذائبية البروتين في المحلول عن طريق إضافة نوع من الأملاح إلى المحلول. الهدف من عملية البلورة هو إنتاج بلورات خالية من الملوثات وأيضا إنتاج بلورات كبيرة بما فيه الكفاية ليتم تعريضها للأشعة السينية والحصول على نمط حيود. يمكن تحليل نمط الحيود للحصول على البنية الثلاثية للبروتين. هنالك الكثير من العوامل التي تؤثر على بلورة البروتينات، منها : الحموضة، درجة الحرارة، تركيز البروتين والمواد المضافة للمحلول.
لأن بعض البروتينات تتغير عند تحويلها إلى بلورات ولا يمكن الحصول على بنيتها الطبيعية داخل البلورة، قام العلماء بالبحث عن طرق أخرى لدراسة هذه البروتينات، ومن هذه الطرق : الرنين المغناطيسي النووي NMR للحصول على البنية ثلاثية الأبعاد للبروتينات التي من الصعب بلورتها.